# Jodie Taylor
Jodie Lee Taylor (Birkenhead, Inglaterra, 17 de mayo de 1986) es una futbolista inglesa. Juega como delantera y su equipo actual es el Arsenal de la Women's Super League de Inglaterra.

## Clubes
| Club                    | País           | Año             |
| ----------------------- | -------------- | --------------- |
| Tranmere Rovers L.F.C.  | Inglaterra     | 2002 - 2004     |
| Boston Renegades        | Estados Unidos | 2006            |
| Ottawa Fury Women       | Canadá         | 2007 - 2008     |
| Pali Blues              | Estados Unidos | 2009            |
| Melbourne Victory       | Australia      | 2010 - 2012     |
| Birmingham City L.F.C.  | Inglaterra     | 2011 - 2013     |
| Lincoln Ladies (Cedida) | Inglaterra     | 2011            |
| Göteborg F.C. (Cedida)  | Suecia         | 2013            |
| Sydney F.C.             | Australia      | 2013 - 2014     |
| Washington Spirit       | Estados Unidos | 2014            |
| Portland Thorns F.C.    | Estados Unidos | 2015            |
| Arsenal L.F.C.          | Inglaterra     | 2016 - 2017     |
| Melbourne City          | Australia      | 2017            |
| OL Reign                | Estados Unidos | 2018 - 2020     |
| Olympique de Lyon       | Francia        | 2020 - 2021     |
| Orlando Pride           | Estados Unidos | 2021            |
| San Diego Wave FC       | Estados Unidos | 2022 - 2023     |
| Arsenal                 | Inglaterra     | 2023 - presente |